# 松井謙二
松井 謙二（まつい けんじ）は、日本の情報工学者・デザイン思考工学者。大阪工業大学ロボティクス＆デザイン工学部システムデザイン工学科教授。博士（工学）（大阪市立大学）。国立台北科技大学The Honorary International Chair Professor。都心型オープンイノベーション拠点Xport（クロスポート）副会長。International Conference on Distributed Computing and Artificial Intelligence(DCAI 2021)アドバイザリーボード。
主な専門は、デザイン思考工学、IoT、ディープラーニング、マルチモーダル・知能情報学など。主な所属学会は、情報処理学会、電子情報通信学会、日本音響学会。

## 経歴
滋賀県立膳所高等学校卒業。大阪大学工学部通信工学科卒業。1981年同大学大学院工学研究科通信工学専攻修士課程修了。1981年松下電器産業（現：パナソニック）に入社し、同社技術本部グループマネージャーを2011年まで務め、アメリカ駐在も経験。その間、2002年大阪市立大学（現：大阪公立大学）大学院情報工学専攻にて工学博士号を取得。2011年大阪工業大学工学部電子情報通信学科（現：電子情報システム学科）に着任。2015年同大学ロボット工学科教授を経て、2017年同大学ロボティクス＆デザイン工学部システムデザイン工学科教授。
2017年4月、理工系大学で世界トップクラスのスタンフォード大学も実施している「デザイン思考」教育を適用するために誕生した大阪工業大学梅田キャンパスのロボティクス＆デザインセンター（RDC）の2代目所長（初代所長は本田幸夫）として、産学連携・オープンイノベーションを推進し、日本初の「ロボットサービス・ビジネススクール」の立ち上げに貢献した。これは、パナソニック勤務時代長きにわたってスタンフォード大学を中心としたシリコンバレーでの駐在経験を通して、デザイン思考で世界を変えてきたイノベーション創出の場の必要性を強く感じてのことであった。2014年にはデザイン思考教育を展開するスタンフォード大学から講師を迎えたデザイン思考の学内ワークショップにファシリテーターとして参加・協力している。さらに、産学連携の都市型オープンイノベーションとして大阪商工会議所と共同で設置された「Xport（クロスポート）」運営支援を行い、企業と学生交流によるイノベーション事業創出や若手起業家・スタートアップ企業創出に取り組んでいる。ロボティクス＆デザイン工学部の産学連携プロジェクト「RDクラブ」も牽引している。
また、スペインのサラマンカ大学の研究機関BISITEとIoT・インテリジェントシステム分野で、積極的な海外共同PBL研究を推進している。さらに、グローバルIT企業のGoogleなどの見学を含めたシリコンバレースタディツアーの企画支援、デザイン思考分野でのスタンフォード大学教員との交流を積極的に推進している。

## 主な研究
- IoTを活用したパーソナルロボット向けマルチモーダル対話システムの予備的検討
- モバイル端末を用いたマルチモーダル発声支援システムの研究
- スマートフォンアプリケーションを活用したパーソナルロボット対話システムの基礎検討
- モーションセンサを用いた発声支援装置用インタフェースの検討
- 逆強化学習(Inverse-RL)とブロックチェーンを用いた危険運転抑制システムの開発 - サラマンカ大学との共同研究